# Złotopiórowce
Złotopiórowce (Galbuli) – podrząd ptaków z rzędu dzięciołowych (Piciformes).

## Zasięg występowania
Podrząd obejmuje gatunki występujące w Ameryce Środkowej i Południowej.

## Systematyka
Do podrzędu należą następujące rodziny:
- Galbulidae Vigors, 1825 – złotopióry
- Bucconidae Horsfield, 1821 – drzymy